# Sorbolo (Follo)
Sorbolo è una frazione di 114 abitanti nel comune di Follo, nella bassa val di Vara, in provincia della Spezia. 

## Origine del nome
Il toponimo "Sorbolo" deriva dalle sorbe, un tipico frutto del bosco. 

## Storia

### Età medievale
Le origini del piccolo borgo non sono note: all'interno del Codice Pelavicino, in data 22 giugno 1274 sono citati tali Berlingerius, Baracho, Durantus et frater eius, Grimaldus, Oliverius de Barono pro masio de Sorbolo.
Secondo alcune fonti il paese fu una filiale dell'antichissima pieve di San Vittore sul monte Albano, dalla quale passò alla parrocchia di Isola, staccandosi da questa nel 1601 erigendo una propria parrocchia. Nel giugno 1373 una piccola delegazione spezzina si recò a Genova per chiedere al doge Domenico Fregoso l'unione tra la podesteria di Carpena e quella di Spezia sotto un'unica entità: in quell'occasione la delegazione venne guidata dai podestà di Vesigna, Bruno Andrea, e di Sorbolo, Federico di Prospero.
Il borgo è altresì citato in un documento datato 4 settembre 1480, in cui il comune di Beverino denunciava le molestie ricevute dai paesi confinanti: "(…) et quod destabilius homines Tivegne et Sorbi.

### Età moderna
Nella Caratata del 1607 stilata per ordine della Repubblica di Genova Sorbolo contava 276 abitanti, mentre durante la dominazione napoleonica, precisamente nel 1803, il numero era sceso a 138. 
Nel 1806 il paese venne inglobato dal comune di Follo.

### Età contemporanea
Alle sue spalle si trova il monte Croce sulla cui vetta si ergeva fino al 1944 una chiesa con tre accessi, corrispondenti alle tre comunità dalle quali era stata edificata: Sorbolo appunto, Polverara e Carnea.
Il 12 dicembre 1944 alcuni reparti nazifascisti attuano un rastrellamento nell'area compresa tra Sorbolo e i paesi di Bastremoli e Carnea; Sorbolo è saccheggiato dai soldati, che danno alle fiamme alcune baracche e deportano alcuni abitanti in fermo alla Spezia.
Rimane vittima del rastrellamento il 39enne Guglielmo Luti (Fosciandora, 12 maggio 1904 - Follo, 16 dicembre 1944), sorpreso all'alba fuori dal paese intento a governare gli animali; ferito gravemente a colpi di arma da fuoco, morirà pochi giorni dopo. Gli spari avrebbero allertato gli abitanti di Sorbolo e facilitato la loro fuga dai militi nazisti.

## Monumenti e luoghi d'interesse

### Architetture religiose
- Chiesa parrocchiale di San Lorenzo Martire, risalente al XVII secolo, conserva al suo interno un olio su tela del XVIII secolo raffigurante la Madonna col Bambino e anime purganti e una Madonna del Rosario, olio su ardesia coevo.[8]
- Oratorio di Nostra Signora del Carmine, in località Rossoli.

## Festività
- Festa patronale di San Lorenzo Martire, 10 agosto;
- Festa di Santa Maria del Carmine, 16 agosto;